# Jewdokimowka (obwód kurski)
Jewdokimowka (ros. Евдокимовка) – wieś (ros. деревня, trb. dieriewnia) w zachodniej Rosji, w sielsowiecie bolszeżyrowskim rejonu fatieżskiego w obwodzie kurskim.

## Geografia
Miejscowość położona jest w dorzeczu Nikowca (prawy dopływ Rudy w dorzeczu Usoży), 10 km od centrum administracyjnego sielsowietu (Bolszoje Żyrowo), 15,5 km na południowy zachód od centrum administracyjnego rejonu (Fatież), 34,5 km na północny zachód od Kurska, 9 km od drogi magistralnej (federalnego znaczenia) M2 «Krym» (część trasy europejskiej E105).
We wsi znajduje się 11 posesji.
Klimat
Miejscowość, jak i cały rejon, znajduje się w strefie klimatu kontynentalnego z łagodnym ciepłym latem i równomiernie rozłożonymi opadami rocznymi (Dfb w klasyfikacji klimatów Köppena).

## Demografia
W 2010 r. wieś zamieszkiwało 6 osób.